# Santo António de Motael

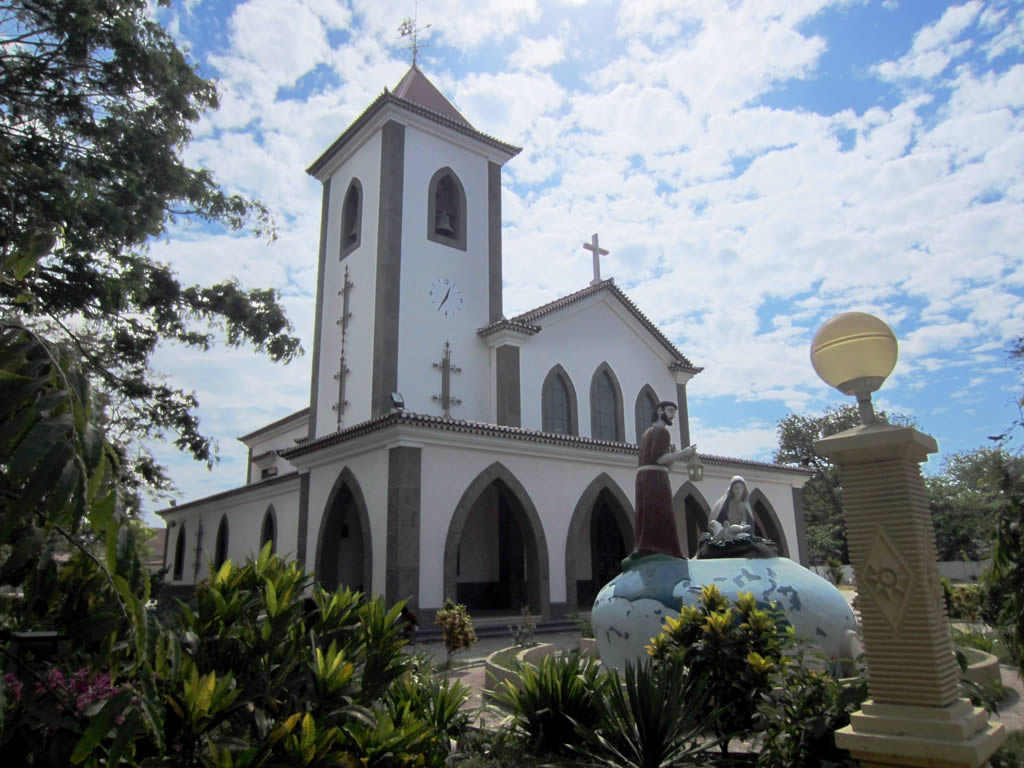
Santo António Kirche in Motael

Die im portugiesischen Stil gebaute römisch-katholische Kirche Santo António de Motael in Dili, der Landeshauptstadt Osttimors, ist Antonius von Lissabon gewidmet. Sie gilt als die älteste christliche Kirche Osttimors, auch wenn das heutige Gebäude aus dem Jahre 1955 stammt. Sie befindet sich im Stadtteil Motael (Verwaltungsamt Vera Cruz).

## Messe und Feierlichkeiten

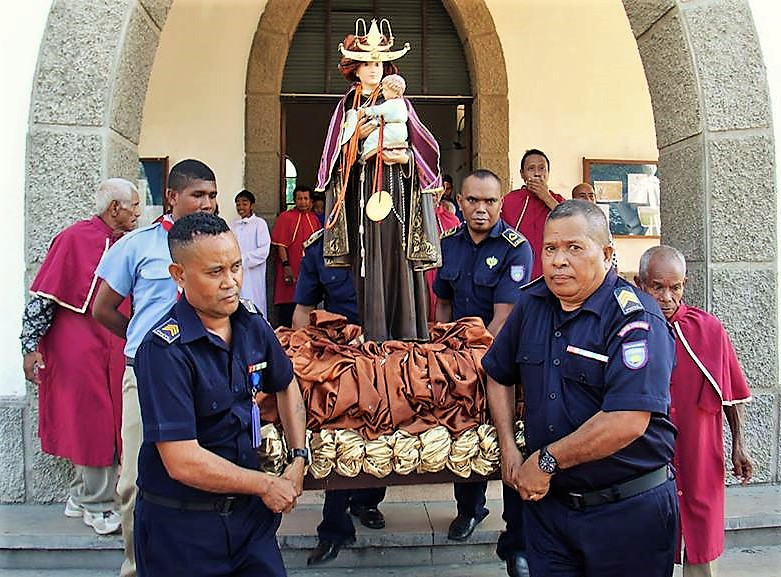
Der hl. Antonius ist auch der Schutzpatron der Polizei

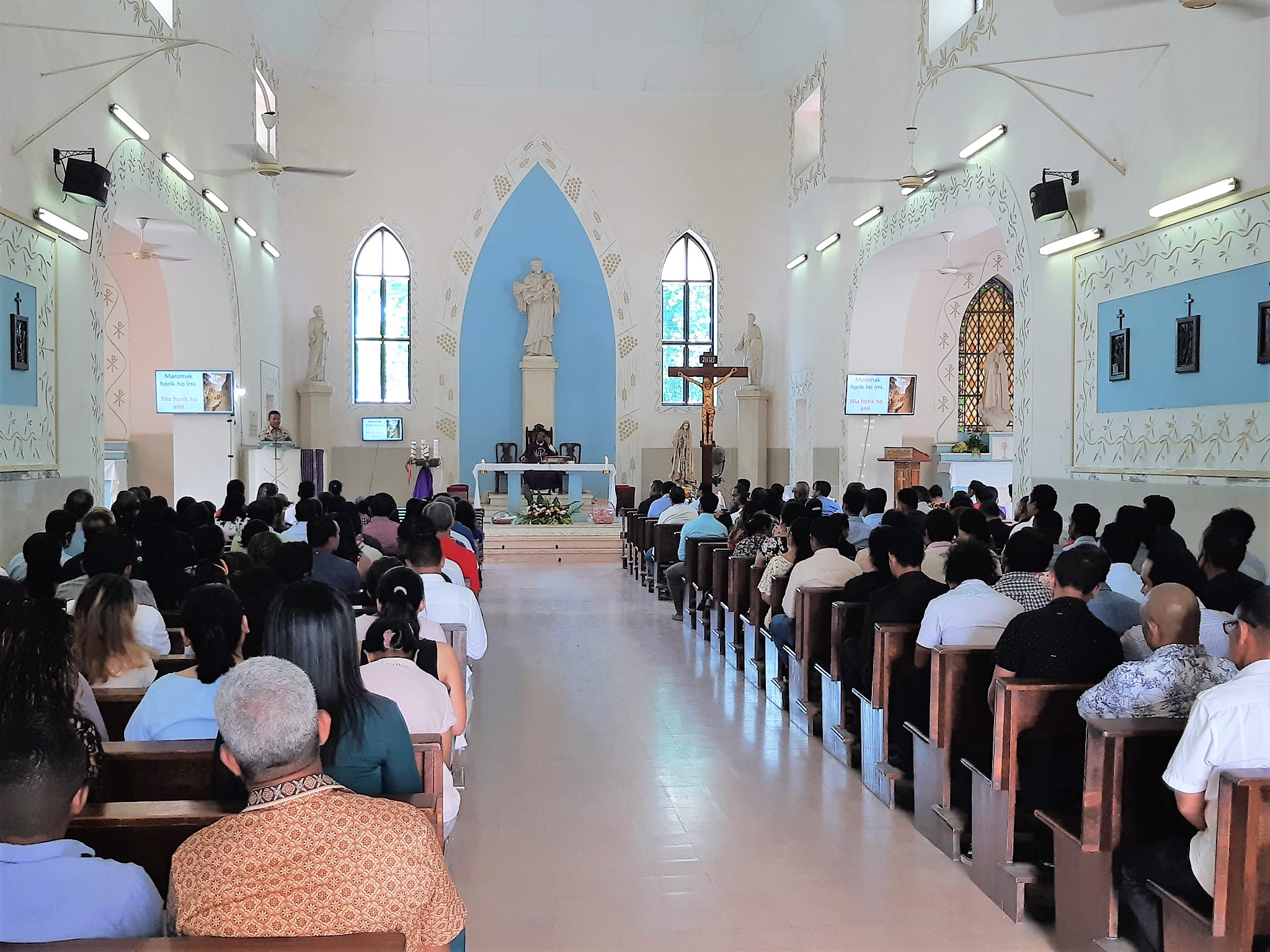
In der Kirche

Die Messen werden in Portugiesisch und Tetum gehalten.
Jedes Jahr findet zu Ehren des Schutzpatrons der Kirche am 13. Juni eine Prozession statt. Zusätzlich gibt es einen Markt im Freien und am Abend findet der Marcha de Santo Antonio („Sankt-Antonius-Marsch“) statt, bei dem Kinder traditionelle portugiesische Kleidung tragen und Obst und Haustiere zur Statue von Sankt Antonius bringen.

## Geschichte

Albino Ribeiro, Liurai von Motael überwacht Bauarbeiten der Kirche von Motael (1903)

Die Kirche im Jahre 1908

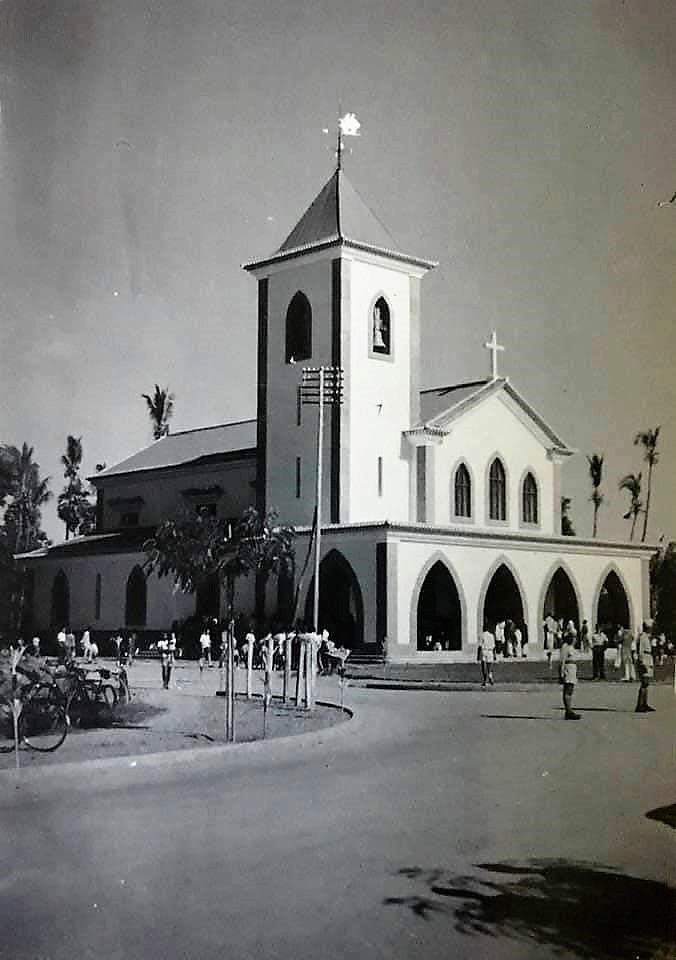
Die Kirche im Jahre 1956

Das Viertel von Motael war in der portugiesischen Kolonialzeit das Zentrum der europäischen Einwohner Dilis. Die erste Kirche von Motael wurde um das Jahr 1800 errichtet, sie war vollständig aus vergänglichem Material und nicht aus Stein. Pater Jorge Barros war ihr erster Pfarrer. Mit dem Bau der ersten Kirchengebäudes aus Stein an dieser Stelle wurde 1901 begonnen. Die Bauarbeiten wurden jedoch wegen finanzieller Probleme mehrmals unterbrochen, 1910 eingestellt und erst später wieder aufgenommen. Das genaue Datum der Fertigstellung ist nicht bekannt, es gibt jedoch Aufzeichnungen aus dem Jahre 1937, die sich auf eine fertiggestellte Kirche beziehen. Sie hatte ursprünglich bereits die spitzbogigen Fenster und das spitzbogige Portal des heutigen Baues, jedoch noch keinen Glockenturm und keinen Portikus.
Bei den japanischen Luftangriffen auf Dili im Zweiten Weltkrieg am 19. und 20. Februar 1942 wurde die Kirche von Bomben getroffen und zum Teil zerstört. Der Wiederaufbau erfolgte 1955 mit Hilfe finanzieller Mittel, die durch den Aufbauplan I Plano de Fomento Ultramarino (1953–1958) zur Verfügung gestellt wurden, dabei entstanden Glockenturm und Portikus in ihrer heutigen Form. Das Kirchenschiff wurde bei dieser Gelegenheit vergrößert. Bis zur Einweihung der Kathedrale der Unbefleckten Empfängnis 1989 diente die Kirche von Motael als Kathedrale des Bistums Dili.
In den Wirren vor den Abzug der Portugiesen von Timor 1975 sahen einige Kader der FRETILIN in der Kirche eine beleidigende Ikone des Kolonialismus. Zusammen mit einigen abtrünnigen einheimischen Soldaten der portugiesischen Streitkräfte wollten sie die Kirche besetzen und fuhren auf Lastwagen nach Motael. Doch nur wenige hundert Meter davor fiel der Führer der Gruppe vom Lastwagen und brach sich das Schlüsselbein. Man sah dies als einen göttlichen Eingriff an und kam vom Plan der Besetzung ab.
Am 4. September 1990 wurde von Pfarrer Alberto Ricardo da Silva, zur 50-Jahr-Feier des Bistums Dili, neben der Kirche eine Statue des Heiligen Antonius aufgestellt.
Junge Unabhängigkeitsaktivisten versuchten am 27. Oktober 1991 gegen die indonesische Besetzung Osttimors (1975–1999) zu demonstrieren. Als die indonesischen Sicherheitskräfte sie verfolgten, bot Gemeindepfarrer Alberto Ricardo da Silva ihnen Schutz in der Kirche. In der Nacht stürmten die Indonesier die Kirche und schossen dabei den Aktivisten Sebastião Gomes an, der daraufhin verblutete. Bei einer Demonstration am 12. November 1991 nach dem Gedenkgottesdienst für Gomes kam es zum Santa-Cruz-Massaker, bei dem mindestens 271 Menschen durch indonesische Sicherheitskräfte ums Leben kamen.
Bei der Kirche wurde nach den Unruhen in Osttimor 2006 ein Lager aufgebaut, um Flüchtlingen eine Unterkunft zu bieten.